# Premium Joi
Premium Joi (abbreviato in Joi) è stato un canale televisivo tematico italiano edito da Mediaset e dedicato all'intrattenimento per la famiglia. Il canale era disponibile esclusivamente in Italia a pagamento sulle piattaforme Mediaset Premium, Sky Italia ed Infinity.

## Storia
Joi e Joi +1 iniziano le trasmissioni sabato 19 gennaio 2008 alle 13:30 su Mediaset Premium.
Il 21 settembre 2010, in concomitanza del lancio della serie The Event, il canale subisce un restyling totale nella grafica con nuovi bumpers e jingle.
Il 1º luglio 2011 Joi +1 (insieme a Steel +1 e Mya +1) cessa le sue trasmissioni.
Il 1º gennaio 2013 il canale si rinnova, orientandosi verso una linea editoriale dedicata al divertimento. Molti telefilm e sitcom comiche che in precedenza venivano trasmesse su Mya o su Steel vengono spostate su Joi, facendo di esso il canale di riferimento.
Il 1º marzo 2016 viene attivata una nuova versione timeshift del canale, Joi +24, sul canale 316 che trasmette la programmazione in differita del giorno precedente. Questa versione cessa le trasmissioni il 19 aprile 2018.
Il 1º giugno 2018 il canale sbarca anche su Infinity nella sezione "Canali Live".
Il 4 giugno 2018 il canale sbarca anche su Sky al canale 123 in alta definizione.
Da aprile 2019 il canale diventa disponibile anche su Sky Go.
Dopo la chiusura di Mediaset Premium, avvenuta il 1º giugno 2019, il canale continua a trasmettere su Infinity e Sky.
Il 17 giugno 2019, però, ne viene annunciata la chiusura, avvenuta il 1º luglio. Parte della sua programmazione viene così trasferita su Premium Stories.

## Loghi

19 gennaio 2008 - 23 giugno 2015
23 giugno 2015 - 1º luglio 2019

## Palinsesto
Joi trasmetteva serie tv anche con doppio audio (non sempre disponibile).

### Serie TV
- 2 Broke Girls (st. 2-6)
- Aliens in America
- Are you there, Chelsea?
- Baby Daddy (st. 1)
- Camelot
- Deadbeat
- Detective Monk (ep. 51-124)
- Dr. House - Medical Division
- Due uomini e mezzo (ep. 1x4, 12x5-19x5, st. 6)
- E alla fine arriva Kalle (st. 1-2)
- E.R. - Medici in prima linea
- How I Met Your Mother (st. 4-9)
- El internado (st. 1-2, poi trasmissione sospesa)
- First Years
- Friday Night Lights (st. 2-5)
- Great News
- H2O (st. 3)
- I Cesaroni
- I liceali (st. 1-2)
- Kings
- L.A. Heat
- Law & Order: Criminal Intent (st. 6-8)
- Law & Order - Il verdetto
- Law & Order - Unità vittime speciali (ep. 184-248)
- Leverage - Consulenze illegali (st. 1-4)
- Life
- Malcolm
- Merlin (st. 5)
- Miami Medical
- Mom (st. 1-6)
- My Own Worst Enemy
- Notes from the Underbelly
- Packed to the Rafters
- Parenthood (st. 1-3)
- Parks and Recreation
- Psych (st. 6-8)
- Pushing Daisies
- Rescue Special Ops
- Robin Hood (st. 2-3)
- Royal Pains (st. 1-6)
- Rubicon
- Sherlock (st. 1-2)
- Studio 60 on the Sunset Strip
- Suburgatory (st. 2-3)
- Suits (st. 1-4)
- Superstore (ep. 1-71)
- Super Fun Night
- The Big Bang Theory (st. 6-8, 12)
- The Carmichael Show (st. 2-3)
- The Cleaner
- The Event
- The Goldbergs (prima visione assoluta italiana, ep. 1-133)
- The Good Place (st. 3)
- The Mentalist (st. 1-4)
- The Middle
- The Office (ep. 5x21-5x25, st. 4)
- Undateable
- V
- The War at Home
- Wrecked
- Will & Grace (st. 9-10)
- Young Sheldon (ep. 23-44)

### Serie animate
- Peanuts motion comics
- Bernard Sports